# 黄可华 (1943年)
黄可华（1943年11月—），男，山东荣成人，中华人民共和国政治人物，曾任山东省人民政府副省长，山东省人大常委会副主任，第八、九届全国人大代表。